# Auzat-la-Combelle
Auzat-la-Combelle é uma comuna francesa na região administrativa de Auvérnia-Ródano-Alpes, no departamento Puy-de-Dôme. Estende-se por uma área de 12,76 km². Em 2010 a comuna tinha 2 068 habitantes (densidade: 162,1 hab./km²).